# Lajos Kürthy
Lajos Kürthy (Mohács, 22 ottobre 1986) è un pesista e discobolo ungherese, vincitore di un'edizione della Coppa Europa invernale di lanci nel 2009.

## Record nazionali
Ha stabilito diversi record nazionali ungheresi.

### Juniores
- Getto del peso (6 kg) 19,77 m ( Kaposvár, 5 ottobre 2005)[1]
- Getto del peso (6 kg) indoor 19,56 m ( Budapest, 27 febbraio 2005)[1]
- Lancio del disco (1,750 kg) 63,55 m ( Pécs, 23 settembre 2004)[1]

### Allievi
- Getto del peso (5 kg) 20,01 m ( Mohács, 15 ottobre 2001)[1]

## Palmarès
| Anno | Manifestazione    | Sede       | Evento           | Risultato | Misura  | Note |
| ---- | ----------------- | ---------- | ---------------- | --------- | ------- | ---- |
| 2003 | Mondiali allievi  | Sherbrooke | Getto del peso   | 10º       | 18,40 m |      |
| 2003 | Mondiali allievi  | Sherbrooke | Lancio del disco | 4º        | 59,69 m |      |
| 2004 | Mondiali juniores | Grosseto   | Getto del peso   | 17º       | 18,05 m |      |
| 2004 | Mondiali juniores | Grosseto   | Lancio del disco | 12º       | 52,15 m |      |
| 2005 | Europei juniores  | Kaunas     | Getto del peso   | Argento   | 19,65 m |      |
| 2005 | Europei juniores  | Kaunas     | Lancio del disco | Argento   | 59,75 m |      |
| 2007 | Europei under 23  | Debrecen   | Getto del peso   | 5º        | 18,87 m |      |
| 2007 | Europei under 23  | Debrecen   | Lancio del disco | 9º        | 53,92 m |      |
| 2007 | Mondiali          | Osaka      | Getto del peso   | 35º (q)   | 17,56 m |      |
| 2008 | Olimpiadi         | Pechino    | Getto del peso   | 34º       | 18,74 m |      |
| 2009 | Europei indoor    | Torino     | Getto del peso   | 5º        | 20,04 m |      |
| 2009 | Mondiali          | Berlino    | Getto del peso   | 21º (q)   | 19,64 m |      |
| 2010 | Mondiali indoor   | Doha       | Getto del peso   | 17º       | 19,43 m |      |
| 2010 | Europei           | Barcellona | Getto del peso   | 15º       | 19,15 m |      |
| 2011 | Europei indoor    | Parigi     | Getto del peso   | 18º       | 18,75 m |      |
| 2011 | Mondiali          | Taegu      | Getto del peso   | 13º (q)   | 20,02 m |      |
| 2012 | Mondiali indoor   | Istanbul   | Getto del peso   | 14º       | 19,62 m |      |
| 2012 | Europei           | Helsinki   | Getto del peso   | 9º        | 19,55 m |      |
| 2012 | Olimpiadi         | Londra     | Getto del peso   | 21º       | 19,65 m |      |

## Campionati nazionali
- 7 volte campione nazionale nel getto del peso (2006/2012)
- 6 volte nel getto del peso indoor (2006, 2008/2012)

## Altre competizioni internazionali
2012
- 6º in Coppa Europa invernale di lanci ( Bar), getto del peso - 19,42 m
- Bronzo al UC San Diego Triton Invitational ( Chula Vista), getto del peso - 19,54 m

2013
- 5º agli Europei a squadre (First League) ( Dublino), getto del peso - 18,63 m